# Shampoo (film)
Shampoo is een Amerikaanse filmkomedie uit 1975 onder regie van Hal Ashby.

## Verhaal
Tijdens de Amerikaanse presidentsverkiezingen van 1968 wil de rusteloze kapper George Bundy iedereen te vriend houden. Hij heeft problemen met zijn vrouw, zijn ex-vriendin, zijn minnares en haar dochter. Hij heeft daarnaast een lening nodig om zijn kapsalon overeind te houden.

## Rolverdeling
| Acteur          | Personage         |
| --------------- | ----------------- |
| Warren Beatty   | George            |
| Julie Christie  | Jackie            |
| Goldie Hawn     | Jill              |
| Lee Grant       | Felicia           |
| Jack Warden     | Lester            |
| Tony Bill       | Johnny Pope       |
| George Furth    | Mijnheer Pettis   |
| Jay Robinson    | Norman            |
| Ann Weldon      | Mary              |
| Luana Anders    | Devra             |
| Randy Scheer    | Dennis            |
| Susanna Moore   | Gloria            |
| Carrie Fisher   | Lorna             |
| Mike Olton      | Ricci             |
| Richard E. Kalk | Detective Younger |